# 科特帕德
科特帕德（Kotpad），是印度奥里萨邦Koraput县的一个城镇。总人口14914（2001年）。

## 人口
该地2001年总人口14914人，其中男性7400人，女性7514人；0—6岁人口1935人，其中男960人，女975人；识字率58.75%，其中男性为68.07%，女性为49.57%。